# 규소-28
규소-28(28Si) 또는 실리콘-28은 규소 동위 원소의 일종으로 양성자 14개, 중성자 14개로 구성되어 있으며, 규소의 안정 동위 원소 3가지 중 하나이다. 자연 존재비는 약 92%이며, 원자 질량은 27.9769265325이다.

## 생성
규소-28은 알루미늄-28, 인-28, 황-29, 염소-32, 아르곤-31의 방사성 붕괴를 통해 생성될 수 있다.

## 이용

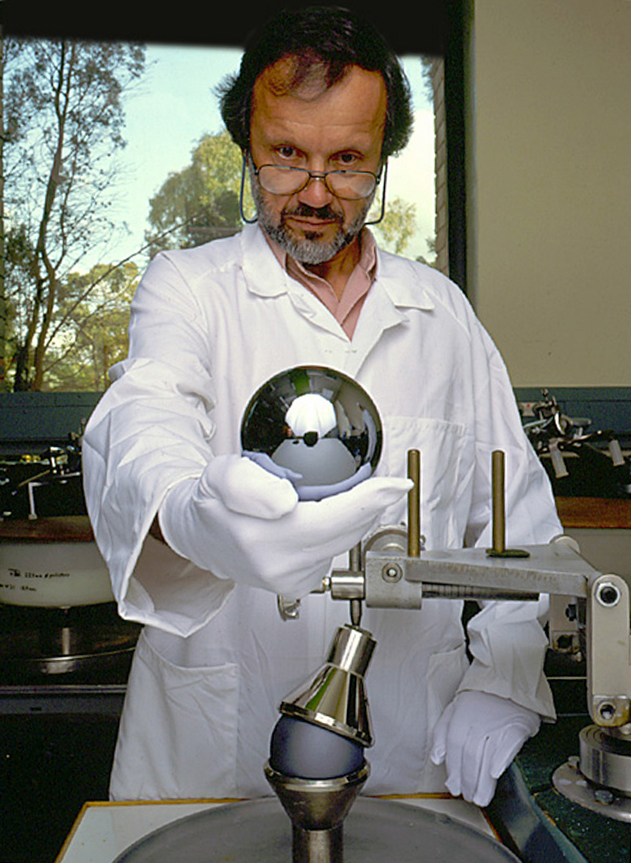
아보가드로 프로젝트에 사용되는 규소 구.

고순도의 규소-28은 킬로그램 원기를 대체할 방법으로 제안된 방법 중 1 kg 규소 구(球)에 있는 원자의 수를 세어 질량으로 환산하는 '아보가드로 프로젝트'에서 규소 구의 재료로 사용된다. 또, 고순도의 규소-28 결정을 사용하는 양자 컴퓨터 연구가 활발하게 진행되고 있으며, 반도체의 열 전도율을 높이는 방법으로 제안되기도 하였다.

## 같이 보기
- 규소 동위 원소
- 킬로그램
- 양자 컴퓨터
- 반도체

| 가벼운 핵종 규소-27 | 규소의 동위 원소 | 무거운 핵종 규소-29 |

| 어미핵종: 알루미늄-28 인-28 황-29 염소-32 아르곤-31 | 규소-28의 붕괴 사슬 | 없음 |